# Лазаровы (осетинская фамилия)
Лаза́ровы (осет. Лазартӕ) — осетинская фамилия.

## Антропонимика
Возможно от библейского Лазарь — ‘божья помощь’.

## Происхождение
Некогда в горах Алагирского ущелья Северной Осетии проживали два брата — Лазар и Албор. Так получилось, что в результате возникшей кровной мести им пришлось покинуть родные места. И тогда судьба направила Албора за Кавказский хребет, в нынешнюю Южную Осетию, где от него пошла фамилия Алборовых, Лазар же оказался в Куртатинском ущелье.
По прошествии времени у него родились семь сыновей, и уже семья Лазаровых первой построила фамильную башню в селении Нижний Кора. Там же во второй половине 18 века построили свои башни Бугуловы и Борсиевы. Эти башни хоть и были сильно повреждены во время карательных походов по усмирению горцев, проводимых генералом Абхазовым, тем не менее сохранились до сегодняшних дней.

## Генеалогия
Родственной фамилией (осет. ӕрвадӕлтӕ) для Лазаровых являются Алборовы.

## Известные носители
- Александр Бибоевич Лазаров (1910–1977) — подполковник, был награжден орденом Красной звезды и двумя орденами Великой отечественной войны.
- Асланбек Дзамболатович Лазаров (1872–1944) — советский революционный и партийный деятель, начальник станции Орджоникидзе.
- Борис Ахсарбекович Лазаров — кандидат экономических наук, доцент кафедры международных экономических отношений.
- Таймураз Константинович Лазаров (р. 1971) — общественный деятель, художественный руководитель театра «Амыран», народный артист Осетии.
- Эльвира Тамерлановна Лазарова — доцент кафедры теории государства и права ВИУ, кандидат исторических наук.

Спорт
- Алана Руслановна Лазарова (р. 1992) — российская дзюдоистка, призёр чемпионатов России, мастер спорта России.
- Владимир Солтанович Лазаров (р. 1958) — заслуженный мастер спорта по армрестлингу, трёхкратный чемпион Мира и 4-х кратный чемпион Европы.